# 岩手・大分ホットライン
『岩手・大分ホットライン』（いわて・おおいたホットライン）は、1991年4月3日から毎週水曜 14:40 - 14:50頃に放送している日本のローカルラジオ番組である。IBC岩手放送と大分放送の共同制作による生放送であるが、大分放送側では『大分・岩手ホットライン』（おおいた・いわてホットライン）とアナウンスする。

## 概要
IBCは『ワイドステーション』、OBSは『情熱ライブ!Voice』に各々内包され、双方の番組パーソナリティーが岩手・大分両県の名産品を互いに送付し合い、抽選で毎週3名あるいは5名のリスナーにプレゼントしている。
2008年10月4日（土曜日）付の岩手日報夕刊社会面記事にて両局アナウンサーの顔写真とともに同コーナーが紹介された。全国的にも珍しいJRN・NRNクロスネット局加盟ローカル局同士の共同制作で、30年以上に渡り続いている長寿番組である。

## パーソナリティー

### 2023年10月現在
- 菊池幸見（IBCアナウンサー、2023年4月 - ）
- 奥村奈穂美（同上、2012年4月 - 同年9月、2023年10月 ‐ ）
- 賎川寛人（OBSアナウンサー）
- 北里典子（OBSパーソナリティ、2014年10月 - ）

### 過去
IBC側出演者
- 大塚富夫（アナウンサー、2015年3月まで）
- 浅見智（同上、2015年4月 - 2023年3月）
- 水越かおる（同上、‐ 2012年3月、2012年10月 ‐ 2023年3月）
- 川島有貴（同上、2023年4月 - 9月）

OBS側出演者
- 西村敏雄（アナウンサー） - 「なーんも心配いらん」というフレーズがIBCリスナーからも好評だった。
- 松井督治（同上）
- 吉田諭司（同上、? - 2014年9月）
- 小田崇之（同上、2015年4月 - 2016年3月、2016年10月 - 2018年3月）
- 石川正史（同上、2016年4月 - 9月）
- 小野裕子（同上）
- 村津孝仁（同上、2019年4月 - 2021年3月）
- 三重野勝己（同上、2014年10月 - 2015年3月、2018年4月 - 2019年3月、2021年4月 - 2022年3月）
- 安波利恵（パーソナリティ・? - 2014年9月）